# Канда (приток Сумиды)
Канда (яп. 神田川 Кандагава) — река в Японии, протекающая по территории столичного региона Токио. Официально классифицируется как река I класса. Правый приток реки Сумида. Длина реки составляет 24,6 км, площадь водосборного бассейна — 105 км².

## История
Первоначально река Канда, ранее называемая Хиракавой, протекала к югу от окрестностей рукава нынешней реки Нихомбаси, впадая в бухту Хибия, омывавшую нынешние кварталы Маруноути и Хибия. В то время Хиракава являлась естественной границей между уездами Тоёсима и Эбара.
Токугава Иэясу, обосновавшийся в Эдо в 1590 году, укрепил берега Хиракавы, чтобы обеспечить город питьевой водой, так как прибрежный колодец не мог обеспечить его чистой водой, для этого была создана водопроводная система Канда, истоками которой стали пруды Инокасира, Дзэмпукудзи и Мёсёдзи. Благодаря укреплению берегов Хиракавы река Дзэмпукудзи слилась с Мёсёдзи и часть верховья приобрела современный вид; из главного течения реки Канда-дзёсуй образовала протоку Мэдзиро и обеспечила водой кварталы Коисикава и Хонго.
В строительстве водопровода Канда, которое являлось большим общественным строительством, приняло участие очень много людей, среди которых был знаменитый поэт Мацуо Басё, участвовавший в работах по возведению дамбы в течение трёх лет. Верхнее течение реки Кандагава было преобразовано в самый старый в Японии водопроводный канал, а нижнее течение реки стало использоваться в качестве артерии для транспортировки грузов на судах, места развлечений и отдыха горожан, катания на лодках.
Нижнее течение реки служит сливным каналом для защиты от наводнений. Поскольку почти на всём протяжении реки она одета в защитные парапеты, что не позволяет расширить русло реки, то были сделаны отводные каналы ― «пути для утечки» воды. Такие каналы на реке сделаны в шести местах. Они закамуфлированы плющем, чтобы они по возможности не были заметны. Под рекой расположена сеть подземных канализационных каналов, расходящихся в разные стороны. В неё входят канализационные трубы центра по вторичному использованию воды и очистительные сооружения.

## Притоки реки
- Дзэмпукудзи (善福寺川)
- Момодзоно (桃園川)
- Мёсёдзи (妙正寺川)

Внешний ров Императорского дворца Токио также является притоком Канды.
Река Нихомбаси (日本橋川) — рукав дельты Канда.

## Подземный канал
Строительство подземного отводного канала для хранения излишков воды после сильных тайфунов или обильных дождей началось в 80-е годы. Первая секция длиной 2 км была закончена в 1997 году. Она рассчитана на 240.000 кубометров воды, что соответствует стоку при выпадении 50 мм осадков в течение часа.
Канал фактически представляет собой один огромный тоннель, проложенный под главными дорогами, длиной 4,5 км (13 м в диаметре) намного ниже уровня земли — на глубине 40 метров.

## Известные мосты реки Канда

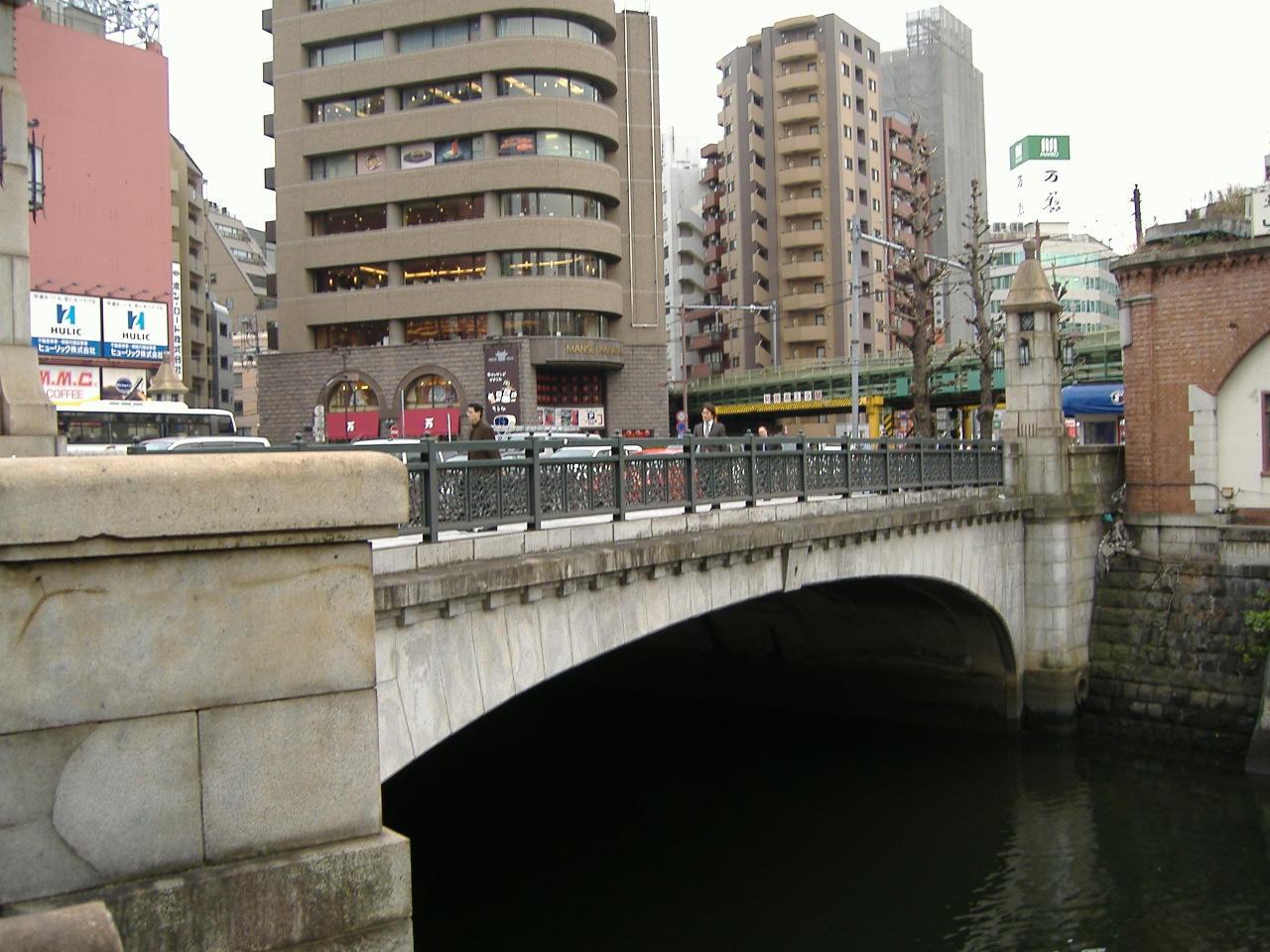
Мост Мансэибаси

- Мансэйбаси (万世橋)
- Хидзирибаси (聖橋)

## В культуре
Фолк-группа «Кагуяхимэ» выпустила песню «Кандагава».
Кэйко Сэкинэ (Такахаси) и Масао Кусакари сыграли главную роль в фильме, основанном на песне «Кандагава».
Японский пианист Нобуюки Цудзии сочинил музыкальное произведение «Шёпот реки» (川のささやき), чтобы выразить свою любовь к своему отцу после прогулки вдоль реки Канда.